# Boorama-Meteorit
Koordinaten: 9° 56′ 0″ N, 43° 9′ 0″ O
Der Boorama-Meteorit ist ein CO-Chondrit, der am 6. Dezember 2023 bei Boorama in Somaliland niederging. Sein Fall wurde beobachtet. Der Meteorit war in mehrere Stücke zerbrochen, die zusammen genommen 13,7 Kilogramm wogen.

## Hergang
In den frühen Morgenstunden des Niklaustages, am 6. Dezember 2023 um 3:12 UTC hörte die Familie Mahamed krachende Geräusche und lauten Donnerschlag, der von einem hellen, die gesamte Umgebung erleuchtenden Feuerball begleitet wurde. Sie hatten etwas derartiges noch nie erlebt. Fasziniert, jedoch vollkommen verängstigt, verharrten sie wie gebannt an Ort und Stelle. Direkt in Hausnähe hörten sie ein zischendes Geräusch und dann einen Einschlag im Boden. Nach Sonnenaufgang ging der Onkel Ilmi Nuur nach draußen, um die Ursache des Spektakels ausfindig zu machen. Die Umgebung bildet eine flache Ebene in der Nähe des Flugfelds von Boorama aus hellem Sand – er konnte daher in der Entfernung einen auf dem Boden liegenden schwarzen  Gegenstand  gut erkennen. Er fand einen Stein mit einer schwarzen Kruste, der 431 Gramm wog. Noch am selben Tag rief er seinen Neffen Mahamed Ahiin in Deutschland an, der sofort an einen Meteoritenfall denken musste. Der Neffe kontaktierte daraufhin Stephan Decker vom Meteorite-Museum in Oberwesel am Mittelrhein und beschrieb ihm den Vorfall. Decker kaufte dann am 6. Februar 2024 den Meteorit. Nach eingehender Untersuchung wurde klar, dass es sich hier um einen frischen Fall handelte. Am 7. Februar erfuhr dann Decker von einem weiteren, etwa 100 Gramm schweren Bruchstück, das er wenige Tage später ebenfalls erwarb. Gegen Ende des Februars konnten anhand der Anweisungen Deckers von der Mahamed Familie noch mehr Material geborgen werden. Mitte März wurden weitere Meteoritenfunde aus Laylakaal in Ostäthiopien gemeldet, wodurch ein rund 14 Kilometer großes Streufeld ermittelt werden konnte.

## Beschreibung

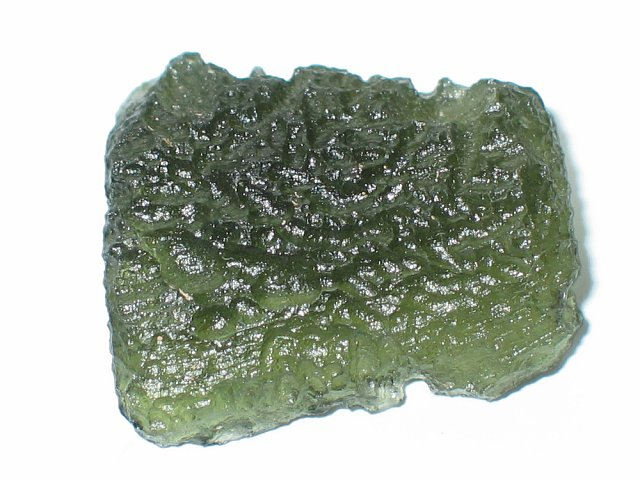
Regmaglypten auf einem Moldavit

Laut Markus Patzek wiegt die Hauptmasse 431 Gramm. Sie wird fast vollständig von einer millimeterdicken, schwarzen Schmelzkruste umgeben und besitzt deutliche Regmaglypten. Eine Schnittfläche durch den Meteorit zeigt ein feinkörniges, dunkelgraues Inneres, das deutlich sichtbar helle und dunkle Chondren, Mineralbruchstücke und jede Menge an fein verteilten Metall- und Sulfidkörnern aufweist. Es wurden zahlreiche andere Einzelbruchstücke aufgefunden, welche zwischen 5 und 200 Gramm wogen. Die Gesamtmasse des Boorama-Meteoriten liegt jetzt bei 13.700 Gramm.

## Verbleib des Meteoriten
Die Hauptmasse des Boorama-Meteoriten von 10,5 Kilogramm befindet sich jetzt in der Obhut von Ahmed Yusuf Muse und Stephan Decker besitzt 3,158 Kilogramm. Das 21,6 Gramm  schwere Typusspezimen sowie zwei polierte Dünnschliffe werden von Markus Patzek am Institut für Planetologie (IfP)  an der Universität Münster verwahrt.

## Petrographie

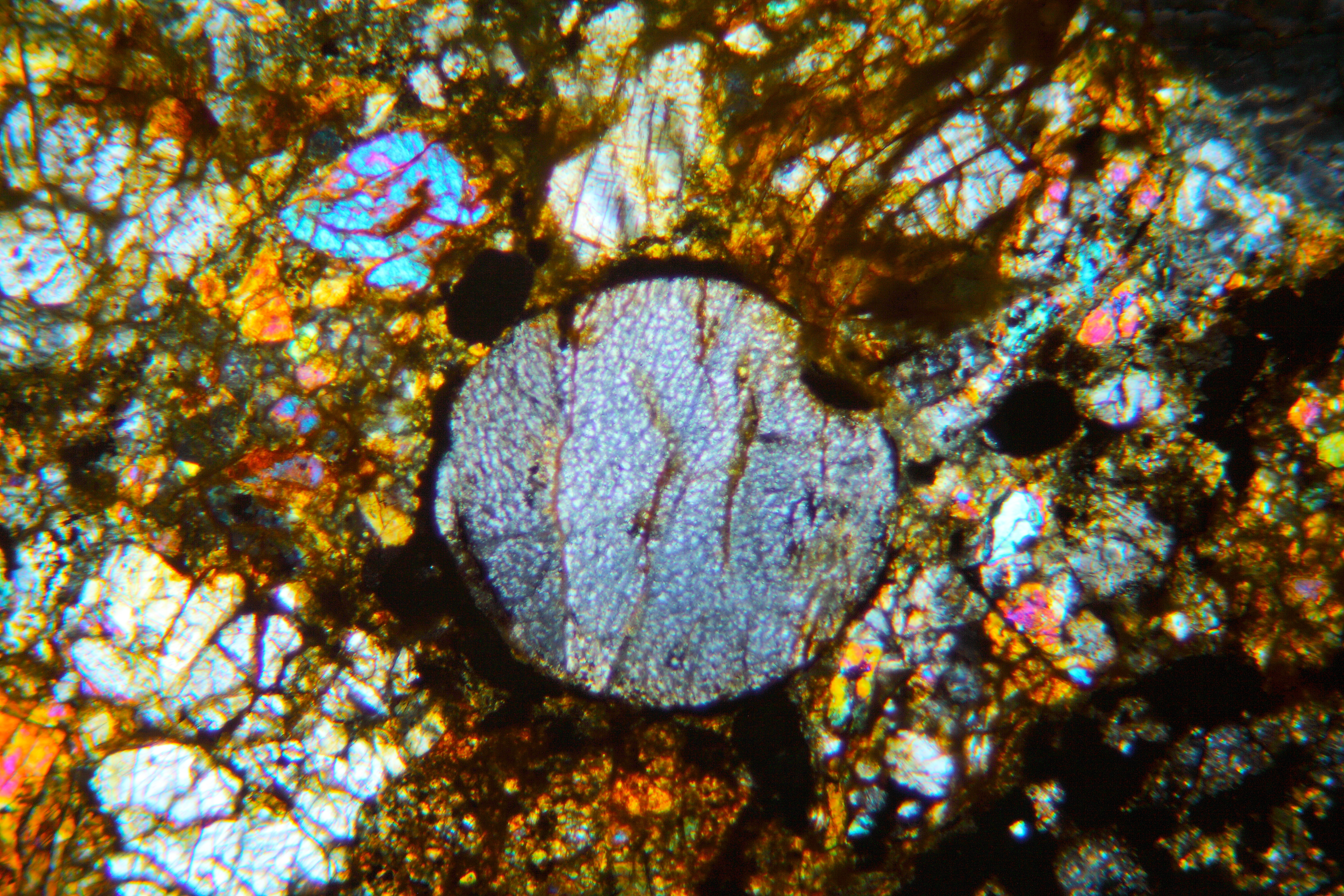
Ein kryptokristallines Chondron

Der Boorama-Meteorit besitzt ein chondritisches Gefüge mit kleinen Chondren, deren Korngröße unterhalb von 300 Nanometer liegt und die etwa 40 Volumenprozent im Meteoriten einnehmen. Unter den Chondren finden sich die Typen BO (balkenförmiger Olivin), POP (porphyrisches Olivin-Pyroxen), PO (porphyrisches Olivin vom Typus I und II) sowie C (kryptokristallin). Chondren des Typus I manifestieren oft eine Eisenanreicherung an ihren Rändern und entlang von Brüchen. Chondren mit einem Durchmesser größer als 1 Millimeter sind selten. Olivin- und Pyroxenkörner befinden sich nicht im Gleichgewicht und Olivine größer 150 µm offenbaren im Mikroskop Undulöse Auslöschung.
Amöboide Olivinaggregate (AOAs) und refraktäre Calcium-Aluminium-reiche Einschlüsse (CAIs) sind reichlich vorhanden. Sie erreichen eine Größe von rund 500 µm. CAIs enthalten gewöhnlich Klinopyroxen, Spinell und seltenen Perovskit.
Zahllose Mineral- und Chondrenbruchstücke sind ebenfalls zugegen, wobei die Chondren feinkörnige Ränder an den Tag legen.
Sämtliche Bestandteile sind in eine feinkörnige (mit einer Korngröße weit unterhalb von 2 µm) und poröse Grundmasse eingebettet, welche aus Fayalit-reichen Olivinkörnern (bis Fa45) aufgebaut wird. Defokussierte EDX-Analysen der porösen Matrix lassen 87 bis 90 % an Olivin erkennen, welcher einen niedrigen Schwefelgehalt von weniger als 0,4 Gewichtsprozent aufweist. Durch Objektauflösung können auch noch rund 5 Volumenprozent an Metall und Sulfiden erkannt werden, wobei Sulfide eindeutig die Metalle überwiegen. Vorkommender Taenit lässt Bläschen (Hohlräume) erkennen.

## Klassifikation
Der Boorama-Meteorit wird als Ornans-Ähnlicher Kohliger Chondrit des Typus CO3 eingestuft. Diese Klassifikation beruht auf der durchschnittlichen Chondrengröße, der Chondrenart, dem Metall- und Sulfidgehalt, der unäquilibrierten Natur der Olivine und Pyroxene, der feinkörnigen (jedoch recht porösen) Grundmasse, dem zahlreichen Auftreten refraktärer Einschlüsse und den Sauerstoffisotopen.
Gleichzeitig weist der Meteorit eine Schockstufe S2 auf, sowie die geringe Verwitterungsstufe W0. Die kohligen Chondrite der Ornans-Gruppe sind für eine sehr geringe wässrige Alteration bekannt und besitzen außerdem reichlich an Präsolaren Körnern. Auch wenn die hydrothermalen Umwandlungen wahrscheinlich gering waren, so war das Schockstadium 2 womöglich ausreichend, um die Präsolaren Körner anzugreifen und zu zerstören.

## Geochemie

### Olivine
Die Olivine überdecken in ihrer Zusammensetzung generell die sehr hohe Streuung von Fa0,2 bis Fa84,2 – mit einem Mittelwert bei Fa30,6, dessen Bandbreite wiederum bei ± 22,8 liegt. Die Arbeiten von Orson und Kollegen zeigen jedoch, dass viele der Olivine im Boorama-Meteorit wesentlich eisenärmer und daher reicher an der Forsteritkomponente sind als in den meisten anderen CO3-Chondriten. Es besteht somit die Möglichkeit einer internen Inhomogenität des Meteoriten. Boorama-Olivine können folglich magnesiumreich und außerdem stark unäquilibriert sein. Analysen von 104 Chondren- und Matrixolivinen ergaben eine Streubreite in der Zusammensetzung von Fa0,4 bis Fa66, mit einem Mittelwert bei Fa16.

### Pyroxene
Die Pyroxene sind gewöhnlich Calcium-arm und zeigen eine mittlere Zusammensetzung von Fs10,0 ± 19Wo1,3 ± 3,7. Jedoch an Calcium reichere Pyroxene haben eine Zusammensetzung von Fs2,6 ± 1,7Wo43,1 ± 5,7.

### Chromgehalt
Der mittlere Chromgehalt in den eisenreichen Olivinen beträgt 0,19 Gewichtsprozent mit einer sehr hohen Standardabweichung von 0,24 Gewichtsprozent. Die hohe 1 σ-Standardabweichung platziert den Boorama-Meteorit weitab der CO3-Hauptreihe von 3.00 (Allan Hills ALHA 37307) bis 3.2 (Kainsaz). Er liegt sogar noch außerhalb des anomalen CO-Meteoriten Dominion Range DOM 03238 und ist daher wahrscheinlich seinerseits ebenfalls als anomaler CO-Chondrit (CO-an) einzustufen.

### Sauerstoffisotopen
Die Sauerstoffisotopenwerte sind δ17O = − 6,424 ‰ SMOW,  δ18O = − 2,754 ‰ SMOW und Δ17O = − 4,989 ‰ SMOW.

## Schockzustand
E. Orson und Kollegen untersuchten mittels XCT (Englisch X-ray Computed Tomography) den Schockzustand der Chondren. Sie fanden eine Auslängung entlang der Längsachse um 12 bis 15 %. Die Abplattung war somit orthogonal zu den Stoßwellen erfolgt. Sie fanden einen nahezu horizontalen Eigenvektor, der mit 3° gegen N 064 geneigt war. Dies rechtfertigt den Schockzustand S 2. Gleichzeitig hatten sich Risse in den Chondren parallel zur Längsachse gebildet.

## Radionuklide
Es wurden durch D. Deggering von der VKTA Dresden 10 kurzlebige Radionuklide im Meteoriten entdeckt, deren Halbwertszeiten von 53 Tagen (7Be) bis 705.000 Jahren (26Al) reichen. Sie lassen sich mit dem zeitlichen Ablauf des Meteoritenfalls in Einklang bringen. Insbesondere die guten Übereinstimmungen von 46Sc (mit Halbwertszeit 84 Tage), 56Co (Halbwertszeit 77 Tage) und von 58Co (Halbwertszeit 71 Tage) legen nahe, dass der Fall sich nicht vor Mitte September 2023 ereignet haben konnte.